# Олександрівська ГЕС
Олександрівська ГЕС — гідроелектростанція, розташована поблизу м. Південноукраїнськ в сел. Олександрівка (Миколаївська область, Україна), на річці Південний Буг. Будівництво електростанції почалося 1984 року і було завершено у березні 1999 року.

## Загальні відомості
Олександрівська ГЕС — мала ГЕС типу дамби. Вона перетинає річку Південний Буг по всій ширині та складається з восьми прольотів з регулювальними затворами. Висота дамби 25 м. На правому березі річки розташована машинна зала ГЕС і трансформаторна підстанція.

## Потужність
Сумарна потужність двох агрегатів станції — 11,5 МВт. На 1 грудня 2010 р. ГЕС виробила 300 млн кВт·год. На початок квітня 2011 року Олександрівська ГЕС виробила 320 мільйонів 805 тисяч кВт·год електроенергії. Після пуску Ташлицької ГАЕС та підняття рівня Олександрівського водосховища, Олександрівська ГЕС буде виробляти понад 45 млн кВт·год. електроенергії щороку.

## Історія
Будівництво Олександрівської ГЕС тривало з 1984-го року до березня 1999 року
Олександрівська ГЕС входить до складу Південноукраїнського енергетичного комплексу. Є правонаступницею Вознесенської гідроелектростанції на Південному Бузі — першої української гідроелектростанції, побудованої за планом ГОЕЛРО та відкритої 8 травня 1927 року.
Олександрівська ГЕС зведена поруч зі станцією-ветераном (яка була зруйнована 1944 року при відступі німецьких військ, відновлена 1956 року та виробила свій ресурс).

### Російське вторгнення в Україну
19 вересня 2022 року о 00:20 російські війська здійснили ракетний обстріл промислової зони Південноукраїнської атомної електростанції. Унаслідок потужного вибуху було пошкоджено будівлю АЕС, розбито понад 100 вікон, відключився один із гідроагрегатів Олександрівської ГЕС, яка входить до складу Південноукраїнського енергокомплексу, та три високовольтні лінії електропередачі.

## Важливість Олександрівського гідровузла
Гребля станції утворює Олександрівське водосховище, що є, своєю чергою, нижнім водоймищем для Ташлицької ГАЕС. Головне завдання електростанції — підтримання рівня води для Ташлицької гідроакумулюючої станції.
По гребеню греблі прокладено полотно автомобільної дороги.
Також Олександрівський гідровузол має важливе значення для захисту населених пунктів, розташованих нижче за течією річки Південний Буг, від весняних паводків. Проєктом передбачено заповнення водосховища 114 млн кубометрами води в період паводку, які протягом року використовуватимуться для забезпечення роботи Ташлицької ГАЕС, сезонного регулювання стоку річки Південний Буг, для зрошування сільськогосподарських ділянок і комунально-побутових потреб.